# Slag bij Salem Church
De Slag bij Salem Church vond plaats op 3 mei en 4 mei 1863 in Spotsylvania County Virginia tijdens de Amerikaanse Burgeroorlog. Deze slag is ook bekend als de Slag bij Banks’ Ford.
Nadat generaal-majoor John Sedgwick in de Tweede slag bij Fredericksburg de Marye’s Heights had ingenomen, marcheerde hij volgens orders met zijn 25.000 soldaten sterke VI Corps naar Chancellorsville om generaal-majoor Joseph Hooker te versterken.
Zijn opmars werd vertraagd door brigadegeneraal Cadmus M. Wilcox’ aanwezigheid bij Salem Church. Tijdens de namiddag, avond en nacht detacheerde generaal Robert E. Lee twee divisies van zijn eigen strijdmacht naar Salem Church. De volgende ochtend voerden de Noordelijken verschillende aanvallen uit op de Zuidelijke stellingen die na zware gevechten afgeslagen werden. Na het invallen van de nacht trok Sedgwick zich terug over twee pontonbruggen bij Scott’s Dam terwijl de Zuidelijke artillerie op zijn soldaten vuurde. Toen Hooker het bericht kreeg dat Sedgwick zich had teruggetrokken, liet Hooker zijn volledig leger terugtrekken over de Rappahannockrivier naar het Noordelijke kamp bij Falmouth, Virginia.

## Bron
- National Park Service - Salem Church